# Prix de Lausanne

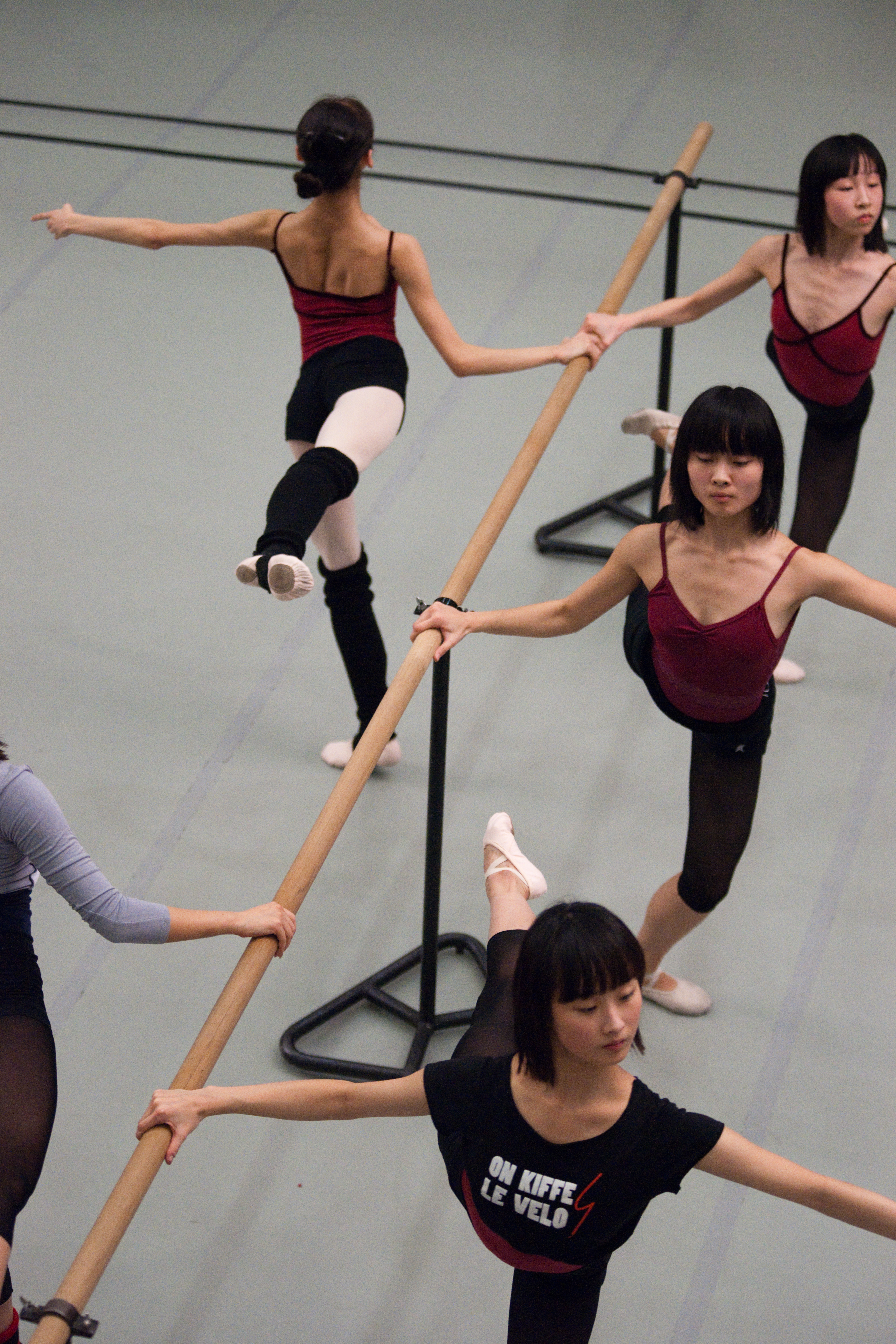
Candidates faisant des exercices à la barre.

Le Prix de Lausanne est un concours international pour jeunes danseurs créé le 19 janvier 1973 à Lausanne, en Suisse. Il a lieu chaque année en janvier-février au Palais de Beaulieu et est considéré comme le « meilleur concours de ballet du monde », le « superbowl du monde du ballet » ou encore « les oscars de la danse ».
À l'origine, la finale consistait  à interpréter trois variations suivantes :
- Une variation de danse classique
- Une variation de danse contemporaine
- Une variation libre

Depuis l'édition de 2006, la finale est composée de la manière suivante :
- Une variation de danse classique
- Une variation de danse contemporaine

Des bourses d'études dans de prestigieuses écoles de ballet sont offertes aux finalistes. Des prix d'encouragement sous forme de stages ou d'une somme d'argent font également partie des prix attribués. Un « Prix d'excellence » est décerné occasionnellement pour récompenser les candidats ayant fait preuve de qualités exceptionnelles ; il n'est pas délivré tous les ans ; la dernière attribution remonte à 2001.
Le Prix de Lausanne a servi de tremplin à plusieurs danseurs ; de nombreux anciens lauréats et finalistes du Prix de Lausanne ont mené de longues et fructueuses carrières dans le domaine de la danse, tels que ceux listés ci-dessous. Chaque année, plusieurs personnalités de la danse dont la carrière a été marquée par le Prix de Lausanne sont invitées à rejoindre son équipe artistique annuelle à titre de professeur, de coach ou de membre du jury.

## Histoire
Le Prix de Lausanne a été fondé en 1973 par Elvire et Philippe Braunschweig, mécène et industriel suisse d'origine chaux-de-fonnière. Philippe Braunschweig n'était pas un danseur mais s'est intéressé à la danse depuis son jeune âge ; et sa femme, Russe, danseuse, a développé son intérêt pour la danse.
Les Braunschweig ont créé cette compétition après avoir remarqué le manque de soutien financier aux jeunes danseurs, particulièrement ceux qui viennent de petites écoles de danse et qui voudraient atteindre un niveau professionnel.
Il a commencé par approcher Rosella Hightower et Maurice Béjart, qui ont créé les règles de ce concours. Ce qui était auparavant un petit évènement est devenu aujourd'hui une institution internationale qui attire des candidats du monde entier. Durant les dernières années, ce concours a eu un grand succès auprès de candidats asiatiques, ce qui a incité le Prix de Lausanne à ouvrir un bureau au Japon. 
Les Braunschweig ont annoncé leur démission à la fin du Prix de 1996. En mars 1997, lors du 25e anniversaire du Prix, le secrétaire d'état Franz Blankart est élu au comité exécutif, et Jan Nuyts au comité artistique, après y avoir travaillé pendant plusieurs années. Charles Gebhard est chargé des finances, et Patricia Leroy est à la tête de l'organisation. Les Braunschweig pouvaient être consultés et ont gardé l'esprit original de leur concours.
En juin 2014, Stéphane Lagonico est élu président de la Fondation en faveur de l'art chorégraphique, qui organise le Prix de Lausanne.
De 2012 à 2016, Amanda Bennett, directrice de la Ballettschule Theater Basel, est directrice artistique du Prix de Lausanne. Elle est remplacée en septembre 2016 par Shelly Power et, en novembre 2017, par Kathryn Bradney, ancienne première danseuse et maître de ballet du Béjart Ballet Lausanne et cofondatrice, avec son mari Igor Piovano, de l’Académie de Danse Igokat.
En 2020, en raison de travaux au palais de Beaulieu, le concours se déroule à l'auditorium Stravinsky, à Montreux ; les répétitions et les phases finales sont diffusées sur Internet avec le dispositif d’Arte Concert.
En 2023, le Prix de Lausanne signait son retour à la Halle et au Théâtre de Beaulieu avec une édition festive pour son cinquantième anniversaire. A cette occasion, un gala international de danse présentait les performances d'anciens lauréats et lauréates de la compétition, ayant fait carrière dans les ballets et compagnies partenaires.

## Profil des candidats
L'entrée est réservée aux jeunes danseurs âgés de 15 à 18 ans, qui n'ont pas encore eu d'expérience professionnelle dans le milieu de la danse. Ce concours est ouvert à des candidats de toutes nationalités.
Les participants doivent fournir une vidéo de 15–20 minutes, où ils réalisent des exercices à la barre et au milieu. 80 candidats d'une trentaine de pays participent chaque année, avec l'espoir d'être sélectionnés pour la finale, réservée aux 20 meilleurs. 
En 2007 le Prix de Lausanne a fait partie d'un programme d'échange avec Youth America Grand Prix, ce qui permet aux danseurs de bénéficier de bourses ; grâce à un accord, les finalistes qui n'ont pas reçu de bourse dans un des concours peuvent participer à l'autre sans devoir passer par les présélections. En combinant leurs capacités à offrir des bourses, ces deux concours créent des opportunités importantes auprès des danseurs dans le monde.

## Premiers lauréats
- 1973 : Michel Gascard, ancien danseur soliste du Ballet du XXe siècle et du Béjart Ballet Lausanne. Actuel directeur-adjoint de l'École-atelier Rudra
- 1977 : Jean-Christophe Maillot, directeur des Ballets de Monte-Carlo
- 1977 : Paola Cantalupo, étoile des Ballets de Monte-Carlo et actuellement directrice de l'École supérieure de danse de Cannes Rosella Hightower
- 1980 : Alessandra Ferri, étoile à l'American Ballet Theatre et de la Scala de Milan
- 1982 : Delphine Collerie de Borely[12]
- 1984 : Muriel Valtat, étoile du London Royal Ballet, élève de Yvonne Cartier. Elle enseigne à l'École supérieure de ballet contemporain, de Montréal.
- 1985 : Sue Jin Kang, Artistic Director & CEO, Korean National Ballet
- 1986 : Nathasha Cailleux, Danseuse du Ballet de l'Opéra de Paris
- 1987 : José Carlos Martinez, étoile au Ballet de l'Opéra de Paris
- 1988 : Megumi Nakamura, ancienne danseuse du Nederlands Dans Theater
- 1989 : Monica Zamora, étoile du Birmingham Royal Ballet et Ethan Stiefel, étoile à l'American Ballet Theatre
- 1990 : Carlos Acosta, étoile du London Royal Ballet[13].
- 1991 : Aki Saito, étoile du Ballet royal des Flandres
- 1992 : Laetitia Pujol, étoile au Ballet de l'Opéra de Paris
- 1994 : Benjamin Millepied, étoile au New-York City Ballet, nommé directeur de la danse à l'Opéra de Paris en 2013
- 1995 : Miyako Yoshida, étoile au Royal Ballet et au K-ballet
- 1996 : Marcelo Gomes (en), étoile à l'American Ballet Theatre
- 1997 : Alina Cojocaru, étoile du London Royal Ballet
- 2001 : Ludovic Ondiviela, danseur du London Royal Ballet, Sarah Kora Dayanova, sujet du Ballet de l'Opéra de Paris, Natalia de Froberville (Domracheva), étoile du Ballet du Capitole de Toulouse et auparavant danseuse principale du Ballet de l'Opéra National de Perm.
- 2002 : Maria Kochetkova, étoile du San Francisco Ballet et Yuhui Choe, premier soliste au The Royal Ballet
- 2003 : Steven McRae (en), étoile du Royal Ballet
- 2004 : Alex Wong[14], ancienne étoile du Miami City Ballet
- 2005 : Jin Young Won, artiste au Ballett Basel
- 2006 : Chengwu Guo, étoile à l'Australian Ballet Sergei Polunin, soliste au Royal Ballet
- 2007 : James Hay, soliste au Royal Ballet
- 2007 : Sae Eun Park, étoile du Ballet de l'Opéra national de Paris
- 2008 : Aleix Martinez, soliste au Ballet de Hambourg
- 2009 : Hannah O'Neill, étoile du Ballet de l'Opéra national de Paris
- 2009 : Edo Wijnen, soliste au Het Nationale Ballet
- 2010 : Cristian Emanuel Amuchastegui, corps de ballet au Ballet de Hambourg
- 2011 : Mayara Magri, artiste au Royal Ballet
- 2012 : Madoka Sugai, corps de ballet au Ballet de Hambourg
- 2013 : Adhonay Silva, premier danseur au Ballet de Stuttgart
- 2014 : Haruo Niyama. quadrille au Ballet de l'Opéra national de Paris
- 2015 : Harrison Lee, premier danseur au Royal Ballet
- 2016 : Yu Hang, Royal Ballet
- 2017 : Michele Esposito, Het Nationale Ballet
- 2018 : Shale Wagman[15], premier soliste au Bayerische Staatsoper
- 2019 : Mackenzie Brown
- 2020 : Marco Masciari[9]
- 2021 : António Casalinho[16]
- 2022 : Darrion Sellman[17]
- 2023 : Millán De Benito et Fabrizzio Ulloa Cornejo ex æquo[18]
- 2024 : João Pedro Dos Santos Silva

### Bilbliographie
- Jean-Pierre Pastori, Le Prix de Lausanne : Un tremplin pour la danse de demain ; 1973-1982, 1982.
- Jean-Pierre Pastori, 50 années étoilées / starry years. Prix de Lausanne 1973-2023, 2022

### Fonds d'archives
- Fonds : Prix de Lausanne (1973-2012) [11 mètres linéaires].  Cote : 2004. Lausanne : Fondation SAPA (présentation en ligne).
- Fonds : Braunschweig, Philippe et Elvire (circa 1969-2011) [31 mètres linéaires].  Cote : 1013 et 1030. Lausanne : Fondation SAPA (présentation en ligne).